# Arquata del Tronto
Arquata del Tronto – miejscowość i gmina we Włoszech, w regionie Marche, w prowincji Ascoli Piceno.
Według danych na styczeń 2009 gminę zamieszkiwały 1344 osoby przy gęstości zaludnienia 14,5 os./1 km².
W sierpniu 2016 miejscowość uległa uszkodzeniom wskutek trzęsienia ziemi.